# Zygmunt Łęgowik
Zygmunt Łęgowik ps. „Brzeszczot”, „Michał” (ur. 30 października 1916, zm. 16 stycznia 1945) – kowal ze wsi Borowa, plutonowy rezerwy Wojska Polskiego, członek PPS, partyzant GL-WRN i AL.

## Życiorys
Był synem małorolnego chłopa Wiktora i Wacławy Sobczyk. W okresie międzywojennym działacz PPS w powiecie radomszczańskim. W lipcu 1939 r. powołany do wojska w stopniu plutonowego rezerwy WP (rusznikarz), służył prawdopodobnie w 13 pułku ułanów w Nowej Wilejce. W czasie walk wrześniowych dostał się do niewoli, skąd zbiegł. Podczas okupacji niemieckiej przy pomocy F. Ociepy, członka Okręgowego Komitetu Robotniczego w Częstochowie, wstąpił do PPS-WRN. Organizator piątek w gminie Garnek i sąsiednich. Gromadził i naprawiał broń ukrytą w 1939 r. Zyskał wtedy duży autorytet wśród chłopów. Poszukiwany przez Gestapo jako „funkcjonariusz PPS i kolporter prasy”. Utworzył oddział partyzancki GL WRN i stanął na jego czele. Oddział ten dokonał m.in. ataku na załogę majątku Lipicze, zasadzki na Młynku (sierpień 1943), przeprowadził wraz z oddziałami Armii Krajowej akcję na wieś niemiecką Antoniów (30 kwietnia 1944), spalenia tartaku Zakrzówek w Radomsku (31 kwietnia 1944), ataku na żandarmów w Garnku (11 czerwca 1944). Przeprowadził wiele udanych akcji dywersyjno-bojowych skierowanych przeciwko okupantowi, m.in. w nocy z 7 na 8 marca 1943 r. opanował Radomsko i uwolnił więźniów, potem dokonywał licznych akcji dywersyjnych na stacjach kolejowych np. 8 marca 1944 r. na stacji Teklinów, a 9 marca na stacji Kłomnice, 17 lipca 1944 r. pod wsią Michałopol oddział odbił licznych więźniów. Opierał się dyrektywom Delegatury Rządu i AK, nawołującym do zwalczania PPR i Gwardii Ludowej. Należał do zwolenników jednolitofrontowego działania w walce z okupantem. Dlatego też na przełomie lat 1943-1944 nawiązał za pośrednictwem Stanisława Hanyża łączność, a następnie współpracę z przedstawicielami PPR, GL i AL. W lutym 1944 r. zawarł ze sztabem Okręgu Armii Ludowej wstępne porozumienie o wejściu w skład AL wraz z całym oddziałem, jego oddział uczestniczył w różnych akcjach batalionu AL im. Bema, jednakże w wyniku nacisków władz AK i PPS-WRN Łęgowik został pozbawiony dowództwa i mianowany inspektorem Oddziałów Wojskowych PPS, a oddział jego wcielony jako pluton do 2 kompanii batalionu AK „Las”. Część partyzantów i placówek terenowych przeszła wtedy do AL. W wyniku dalszego pogłębiania się różnic politycznych z resztą oddziału i placówek Łęgowik wstąpił ostatecznie 15 sierpnia 1944 r. do AL. Wszedł w skład sztabu Częstochowsko-Piotrkowskiego Okręgu AL. 8 września 1944 r. objął dowództwo oddziału zwiadowczego 3 Brygady AL. Po bitwie pod Ewiną organizował placówki AL i terenowe rady narodowe w powiecie radomszczańskim. 20 grudnia 1944 r. wszedł w skład zreorganizowanego dowództwa Okręgu. Poległ w rodzinnej wsi z rąk nieustalonej bojówki zbrojnego podziemia.